# Óceánia turizmusa
Óceánia szigetvilágában a turizmus szolgáltatja  a gazdasági bevételek fő volumenét. A legjelentősebb szigetországok: Fidzsi-szigetek, Szamoa és Tonga.

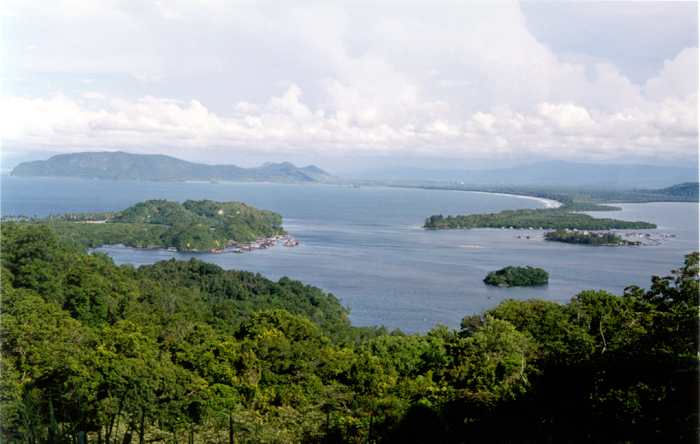
Pápua Új-Guinea

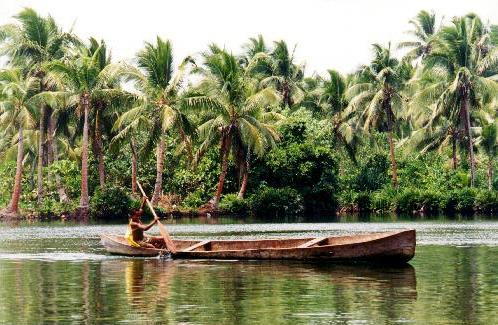
Keleti-Rennell-korallzátony

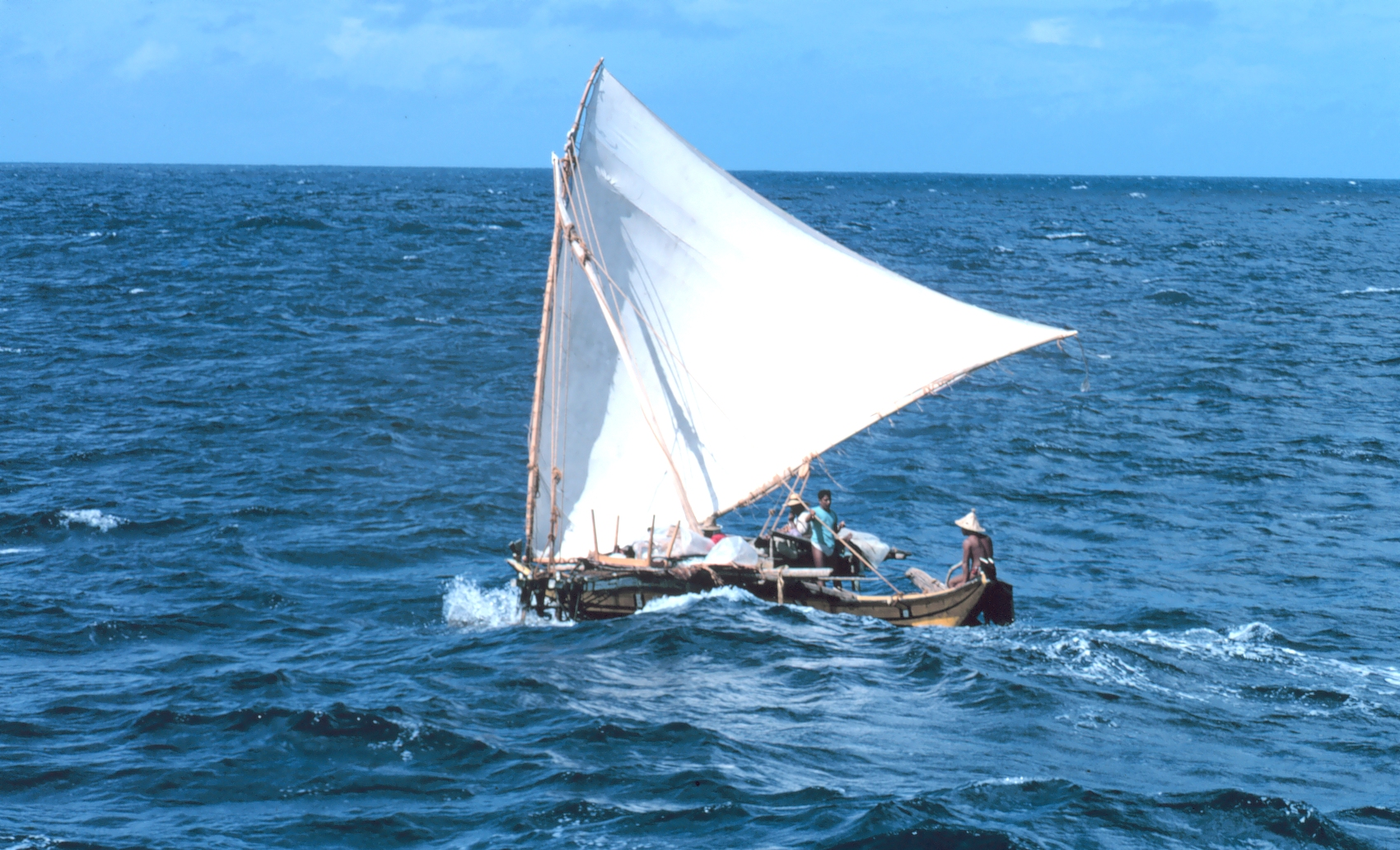
Közlekedési eszköz a szigetek között

## Elhelyezkedése
Óceániát geológiai története két részre - a belső és a külső szigetívre - tagolta. A belsőhöz -amely egy elsüllyedt gyűrt - hegységrendszer megmaradt része: Új-Guinea, Melanézia és Új-Zéland tartozik. Ezek a szigetek a negyedkori kéregmozgások során szakadtak le az ázsiai kontinensről. E szigetek (a nagyobbak itt helyezkednek el) területe eléri az 1 000 000 km²-t. A külső szigetív csak egyharmadnyi területű. Óceánia őslakói  a pápuák, melanéziaiak, mikronéziaiak és polinézok. A szigetvilág jelentős része önálló állammá alakult.

## Turisztikai célok
- Fidzsi-szigetek-konferenciaturizmus,
- Tahiti, Hawaii-szigetek-tengerparti üdülőturizmus
- Salamon-szigetek-világörökség-Keleti-Rennell-korallzátony

## Külső hivatkozások
- Utazásinfo.hu Óceánia turizmusa
- Utazzvelünk.hu útikalauza